# 히로시마 전철
히로시마 전철 주식회사(일본어: 広島電鉄株式会社, ひろしまでんてつ)는 히로시마현을 지역으로 하는 철도·궤도 사업,버스 사업을 실시하는 회사로서, 약칭은 広電(히로덴). 캐치프레이즈는 "지역사회에 봉사하는 히로덴 그룹".

## 회사 개요
본사는 히로시마현 히로시마시 나카구 히가시센다마치 2가 9-29.
사내 컴퍼니 제도를 도입하고 있어 철도·궤도 사업은 전철 컴퍼니, 노선 버스사업은 버스 컴퍼니가 담당하고 있다. 히로시마 전철의 버스는 파랑 버스(히로덴 버스),노면 전차는 전철(히로덴 전철)로 불리고 있다. 다만, 현재는 파랑 버스는 JR버스를 가리키는 것이 많아(히로덴 버스는 「초록의 버스」라고 한다), 젊은층의 사이에 오해·오승차등의 문제가 생기고 있다.
IC 교통 카드 「PASPY」가 시내 버스와 전철 하쿠시마 선을 이용할 수 있다. 또, JR서일본의 IC 교통 카드인 ICOCA도 히로시마 전철에서 이용할 수 있다. 2009년중에 버스 전선으로의 IC 교통 카드의 서비스가 개시될 예정이다. 또, 전철에 대해서는 2008년중에 하쿠시마 선을 제외한 시내선 전선(미야지마 선 직통 전철은 제외)에 도입,2009년중에 미야지마 선에 도입될 예정이다.

## 철도·궤도 사업
철도·궤도 사업은 전철 컴퍼니가 담당하고 있으며, 궤도선 6노선 19.0km과 철도선 1노선 16.1km의 총연장 35.1km의 노선을 가진다. 하루의 수송 인원은 약 16만명으로, 궤도선과 철도선을 대면시킨 수송 인원·노선 연장은 노면 전차로서는 일본 제일이다. 궤도선과 철도선은 히로덴 니시히로시마 역과 연결되고 있어 직통 운전을 실시하고 있다.

### 궤도선
시내선으로 총칭되며 8계통(0호선은 제외)을 가진다. 4호선이 존재하지 않는다. 덧붙여 히로시마 전철에서는 운행 계통을 1호선, 2호선과 같이“호선”이라고 부르고 있다. 하쿠시마 선 이외는 직통 운전이 있다.
시내선 구간의 2호선(니시히로시마 - 히로시마역)은 모두 연접차로 운행되고 있다. 또, 일중의 1호선(히로시마항 - 가미야 정 동쪽 - 히로시마 역)은 연접차만으로, 통근·통학 시간대에는 3·5·7·8호선에서도 일부가 연접차로 운행되고 있다.
매년 8월 6일(원폭기)은 8시 15분에 승무원이나 승객이 1분간의 묵념을 실시하기 위해 원폭 돔 부근을 주행하고 있는 열차는 8시 15분 가까이 되면 근처의 정류소에 임시 정차하고 있다.

### 철도선
미야지마 선으로, JR서일본 산요 본선과 거의 병행한다.

### 노선 개요
| 노선명                   | 영업 거리 | 운행 계통     | 구간                                       | 정류장 수 | 기점 - 종점의 소요 시간（분） |
| ------------------------ | --------- | ------------- | ------------------------------------------ | --------- | ----------------------------- |
| 본선                     | 5.5 km    | 1,2,3,5,6,7,8 | 히로시마역 - 히로덴 니시히로시마           | 20        | 32                            |
| 우지나 선                | 5.7 km    | 1,3,5,7       | 히로시마항（우지나） - 가미야 정 동／서    | 19        | 30                            |
| 에바 선                  | 2.6 km    | 6,8           | 에바 - 도바시                              | 7         | 13                            |
| 하쿠시마 선              | 1.2 km    | 9             | 하쿠시마 - 핫초보리                        | 4         | 7                             |
| 미나미 선（히지야마 선） | 2.5 km    | 5             | 미나미 정 6가 - 마토바 정                  | 7         | 11                            |
| 요코가와 선              | 1.4 km    | 7,8           | 요코가와역 - 도카이치 정                   | 5         | 6                             |
| 미야지마 선（철도선）    | 16.1 km   | 2             | 히로덴 미야지마 입구 - 히로덴 니시히로시마 | 21        | 31                            |

### 운행 계통
| 계통                    | 행선지 | 경유 노선 | 주 정류장 | 정류장 수 | 소요시간（분） | 운행 간격 |
| ----------------------- | --- | --- | --- | --- | --- | --- |
| 1 （우지나 선）         | 히로시마 역 히로시마항（우지나） | 본선・우지나 선 | 히로시마역 - 핫초보리 - 가미야 정 동쪽 - 히로시마 전철 본사 앞 - 미나미 정 6가 - 히로시마항(우지나) | 27 | 44 | 10분 간격 |
| 2 （본선・미야지마 선） | 히로시마 역 히로덴 미야지마 입구 | 본선・미야지마 선 | 히로시마 역 - 핫초보리 - 가미야 정 - 원폭 돔 앞 - 도카이치 정 - 히로덴 니시히로시마(고이) - 쇼코우센타 입구 - 히로덴 하츠카이치 - JA히로시마 병원 앞 - 히로덴 미야지마 입구                                        | 시내선 20정류장 미야지마 선 20역 | 시내선 32 미야지마 선 31 | 7 - 8분 간격 |
| 3 （고이 선）           | 히로시마항（우지나） 히로덴 니시히로시마 | 우지나 선・본선 | 히로시마항(우지나) - 히로시마 전철 본사 앞 - 가미야 정 서쪽 - 원폭 돔 앞 - 히로덴 니시히로시마(고이) | 29 | 48 | 10분 간격 |
| 5 （히지야마 선）       | 히로시마 역 히로시마항（우지나） | 본선・히지야마 선・우지나 선 | 히로시마역 - 마토바 정 - 히지야마 하(下) - 미나미 정 6가 - 히로시마항(우지나) | 18 | 28 | 8분 간격 |
| 6 （에바 선）           | 히로시마 역 에바 | 본선・에바 선 | 히로시마 역 - 핫초보리 - 가미야 정 - 원폭 돔 앞 - 도카이치 정 - 후나이리 - 에바 | 20 | 35 | 10분 간격 |
| 7 （도심 선）           | 히로시마 전철 본사 앞 요코가와 역 | 우지나 선・본선・요코가와 선 | 히로시마 전철 본사 앞 - 가미야 정 서쪽 - 원폭 돔 앞 - 도카이치 정 - 요코가와역 | 15 | 25 | 12분 간격 |
| 8 （요코가와 선）       | 에바 요코가와 역 | 에바 선・본선・요코가와 선 | 에바 - 후나이리 - 도카이치 정 - 요코가와 역 | 12 | 21 | 12분 간격 |
| 9 （하쿠시마 선）       | 핫초보리 하쿠시마 | 하쿠시마 선 | 핫초보리 - 슈쿠케이엔 앞 - 하쿠시마 | 5 | 7 | 7분 간격 |
| 0                       | 회송·임시·계통내를 구간 운전하는 열차·차량. 예로서는 히로덴 미야지마구치 역 - 히로시마 전철 본사 앞의 통근 및 임시 열차·차량에 사용된다. 덧붙여 일부의 행선지는 번호·행선지가 적자는 아니고 흑자 표기의 것도 있다. | 회송·임시·계통내를 구간 운전하는 열차·차량. 예로서는 히로덴 미야지마구치 역 - 히로시마 전철 본사 앞의 통근 및 임시 열차·차량에 사용된다. 덧붙여 일부의 행선지는 번호·행선지가 적자는 아니고 흑자 표기의 것도 있다. | 회송·임시·계통내를 구간 운전하는 열차·차량. 예로서는 히로덴 미야지마구치 역 - 히로시마 전철 본사 앞의 통근 및 임시 열차·차량에 사용된다. 덧붙여 일부의 행선지는 번호·행선지가 적자는 아니고 흑자 표기의 것도 있다. | 회송·임시·계통내를 구간 운전하는 열차·차량. 예로서는 히로덴 미야지마구치 역 - 히로시마 전철 본사 앞의 통근 및 임시 열차·차량에 사용된다. 덧붙여 일부의 행선지는 번호·행선지가 적자는 아니고 흑자 표기의 것도 있다. | 회송·임시·계통내를 구간 운전하는 열차·차량. 예로서는 히로덴 미야지마구치 역 - 히로시마 전철 본사 앞의 통근 및 임시 열차·차량에 사용된다. 덧붙여 일부의 행선지는 번호·행선지가 적자는 아니고 흑자 표기의 것도 있다. | 회송·임시·계통내를 구간 운전하는 열차·차량. 예로서는 히로덴 미야지마구치 역 - 히로시마 전철 본사 앞의 통근 및 임시 열차·차량에 사용된다. 덧붙여 일부의 행선지는 번호·행선지가 적자는 아니고 흑자 표기의 것도 있다. |

이른 아침·심야의 시간대, 연말 연시의 시기는 전철의 운행 간격이 길어지기 때문에 각 역· 각 전차 정류장에 게시되고 있는 시각표나 안내 포스터 또는 전철 시각·운임 표시 서비스를 확인해 주시길 바란다.

### 운임·승차 방법
운임은 시내선이 어른 180엔, 소아 80엔(하쿠시마 선 승차의 경우는 어른 110엔, 소아 50엔)의 균일제 운임, 미야지마 선은 구간제 운임.
승차 방법은 「운임 후불」방식. 현금이나 교통 카드 등을 운임 상자에 직접 지불한다. PASPY 이용 가능 노선에서는 운임 상자를 사용한 차내에서의 IC카드로의 충전을 할 수 있다.
원칙으로 1량의 전철의 경우는 운전 기사옆의 도어로부터 운임을 지불해 하차한다. 2량 이상의 대형 전철(연접차)의 경우는 운전 기사옆의 도어와 제일 뒤의 차장옆의 도어로부터 운임을 지불해 하차한다. 「승차구로도 하차 할 수 있습니다.」라는 아나운스가 있었을 경우는 홈의 관계자에게 운임을 지불해 승차구에서도 하차 할 수 있다(히로덴 미야지마구치 역에서는 역의 개찰로의 정산이다).
전차내에는 1000엔 지폐까지 대응의 자동 환전기가 운전실 옆에 설치되어 있다. 승강시의 혼잡을 피하기 위해 미리 자동 환전기로 환전을 끝마쳐 잔돈의 준비를 해 두도록 주의하는 아나운스를 하고 있다.
히로시마의 입구라 할 수 있는 히로시마역 전차 정류장은 관광지를 경유하는 계통의 승차 홈이 JR역사를 나와 동쪽의 후미진 것에 있기 때문에 오승차가 다발하고 있다.
궤도선의 환승은 환승 지정 전차 정류장에서 가능. 환승 방법은 하차시에 승무원에게 환승 카드를 받아 하차 후 30분 이내에 다음의 전철로 갈아 타 승강 시에 카드 리더에 찍는 구조. 환승 운임은 무료(다만 하쿠시마 선으로부터 타계통으로의 환승에는 어른 50엔, 소아 30엔 가산). 덧붙여 히로시마 지구 공통 카드으로의 이용시는 갈아 탄 전철에 카드를 통하는 것만으로 자동적으로 환승 운임 적용의 처리를 실시한다. 환승 지정 전차 정류장은 다음과 같다.
- 도바시
- 도카이치 정
- 가미야 정 서쪽·가미야 정 동쪽(양전차 정류장은 「가미야 정」으로 일체적으로 취급해지므로,가미야 정 동쪽으로 하차 후에 가미야 정 서쪽에서 승차와 같은 환승이 가능)
- 핫초보리
- 히로시마 전철 본사 앞
- 일본 적십자사 병원 앞(하행 히로시마 전철 본사 앞 방면만)
- 마토바 정
- 미나미 정 6가

히로시마 전철 전선(시내선·미야지마 선)이 1일 타기 마음껏의 「전철 하루 승차권」이 어른 600엔·아이 300엔,미야지마 마쓰대 기선도 포함한 「하루 승차 승선권」이 어른 840엔·아이 420엔, 그리고 미야지마 ropeway도 포함한 2일 타기 마음껏의 「미야지마 프리패스」가 어른 2000엔·아이 1000엔으로 발매되고 있다. 차장(운전 기사는 판매하지 않는다)으로부터나 히로시마역 전철 안내소·전철 정기권 매장등에서 구입할 수 있다. 이전에는 승차하는 일자를 스크래치 하는 방식이었지만, 2002년부터 자기 카드식이 되었다. 승차마다 승차 때에는 입구의 카드 리더에 찍고, 하차때는 출구의 카드 리더에 찍는다.
전차 정류장에 설치되어 있는 전철 접근 표시기의 보는 법
- 역…히로시마역 행
- 구…미야지마구치 행
- 우…히로시마항(우지나) 행
- 서…니시히로시마(고이) 행
- 요…요코가와역 행
- 에…에바 행
- 역1…1호선 히로시마역 행
- 역5…5호선 히로시마역 행

### 노선 풍경

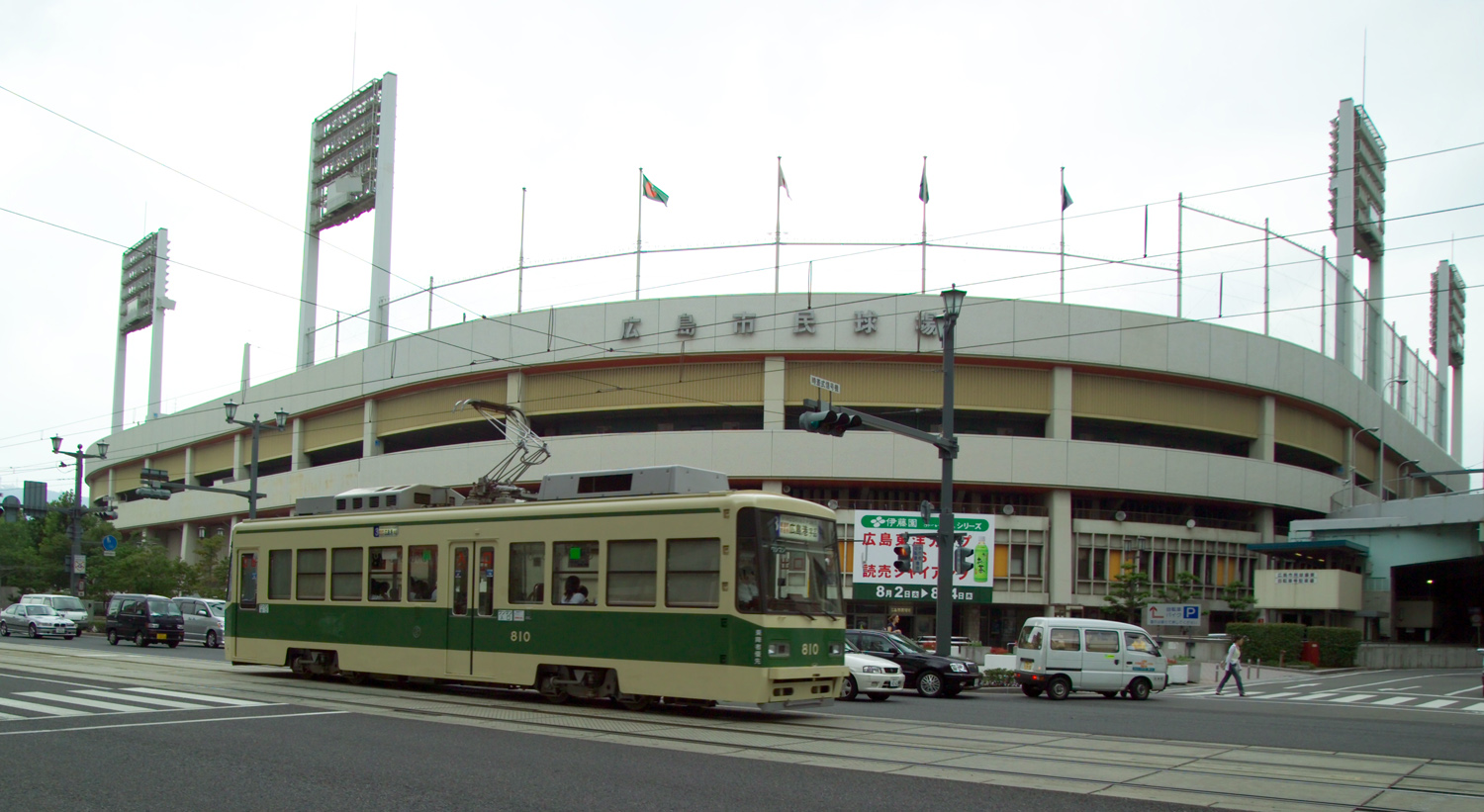
히로시마 시민 구장 앞
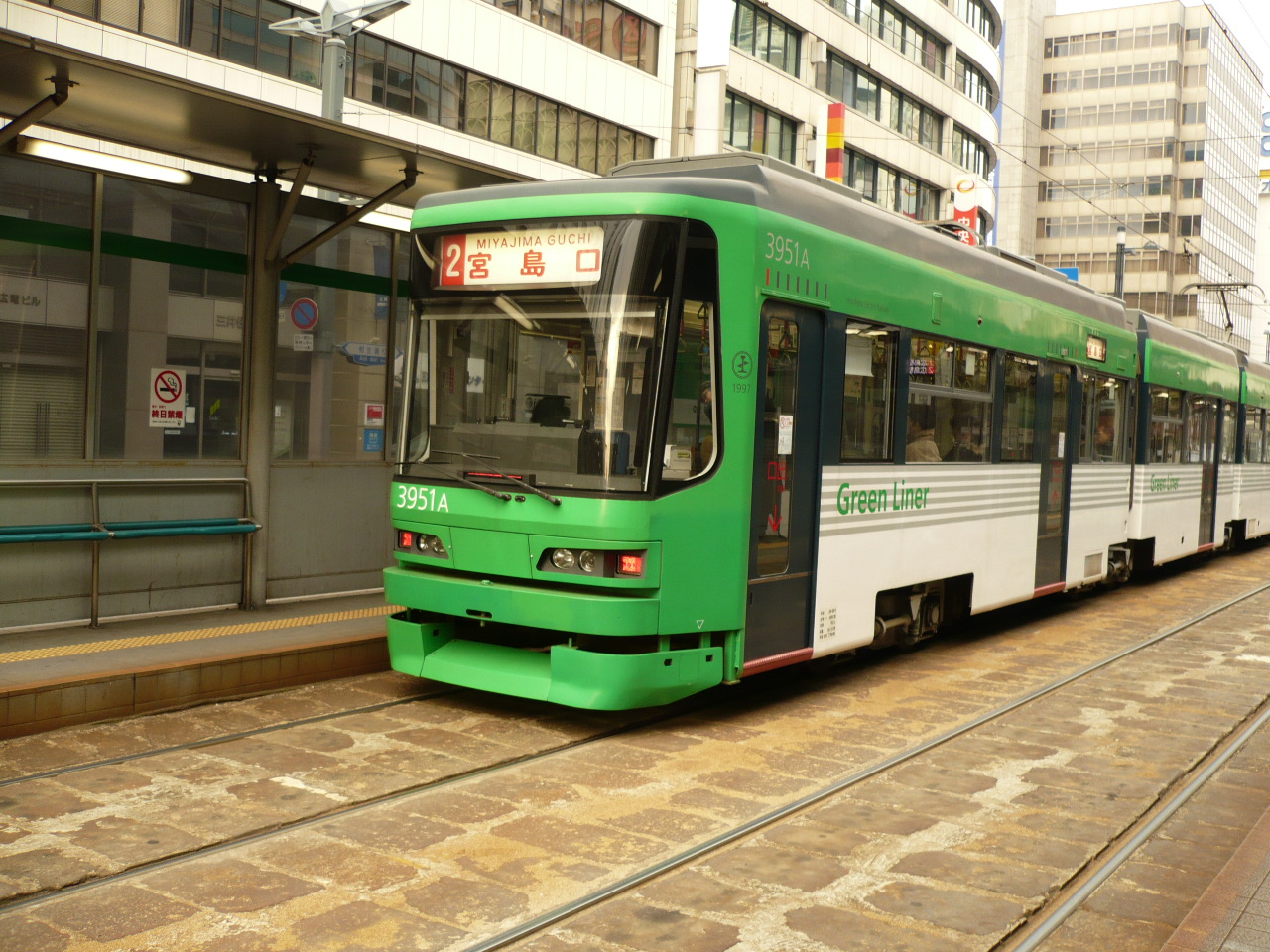
미야지마구치 행 전차
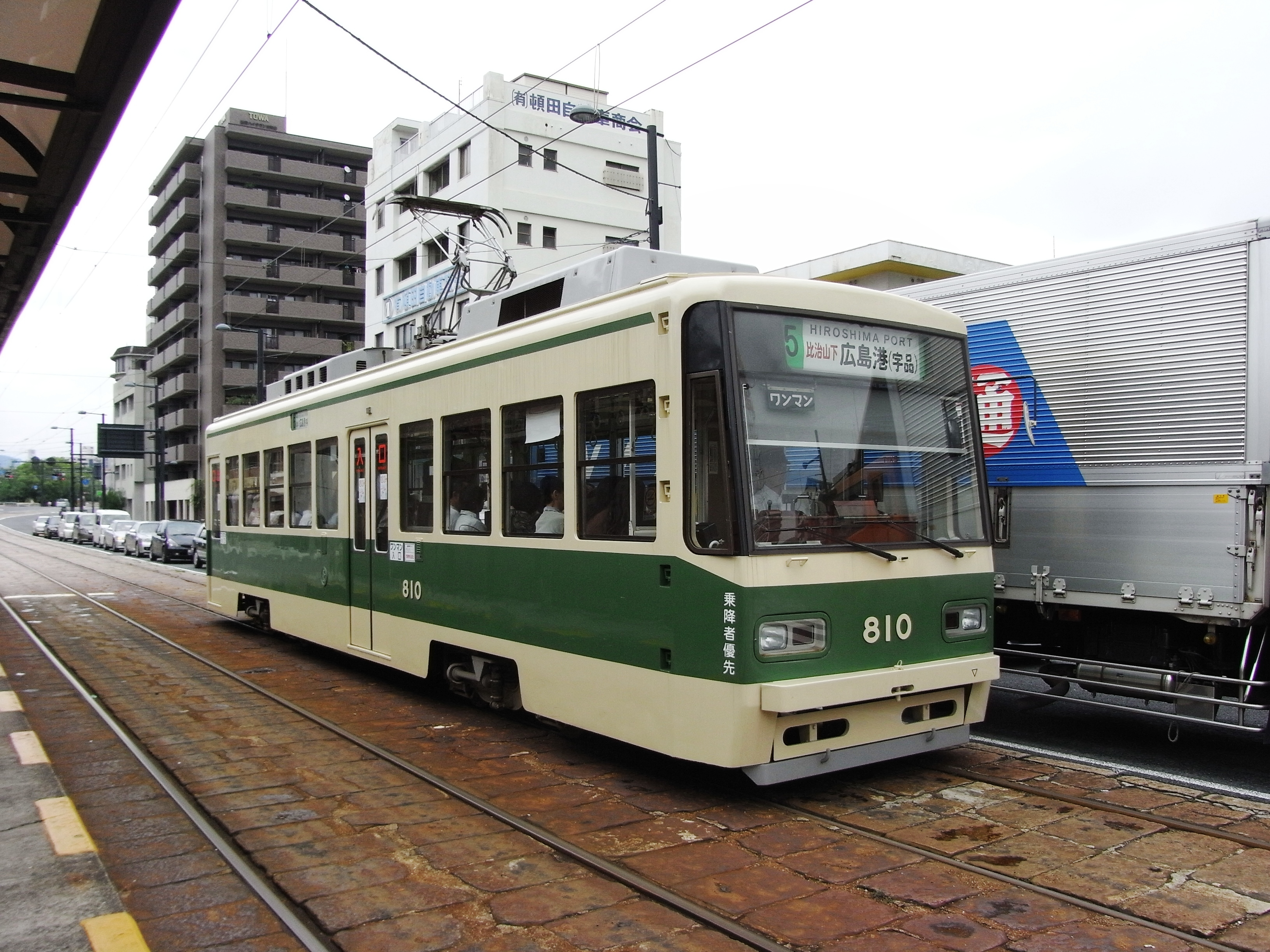
히로시마항 행 전차
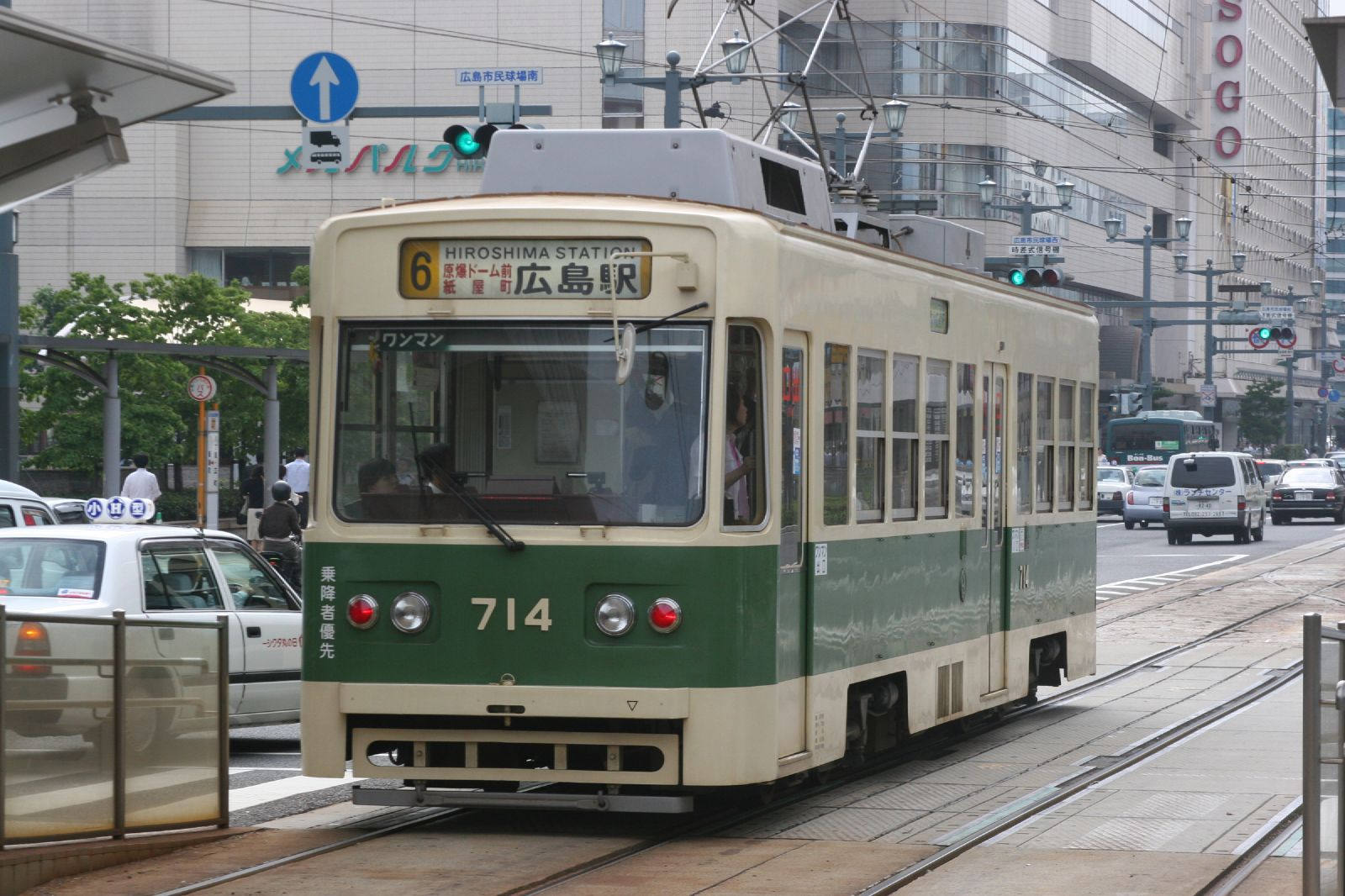
히로시마역 행 전차 (에바 역)
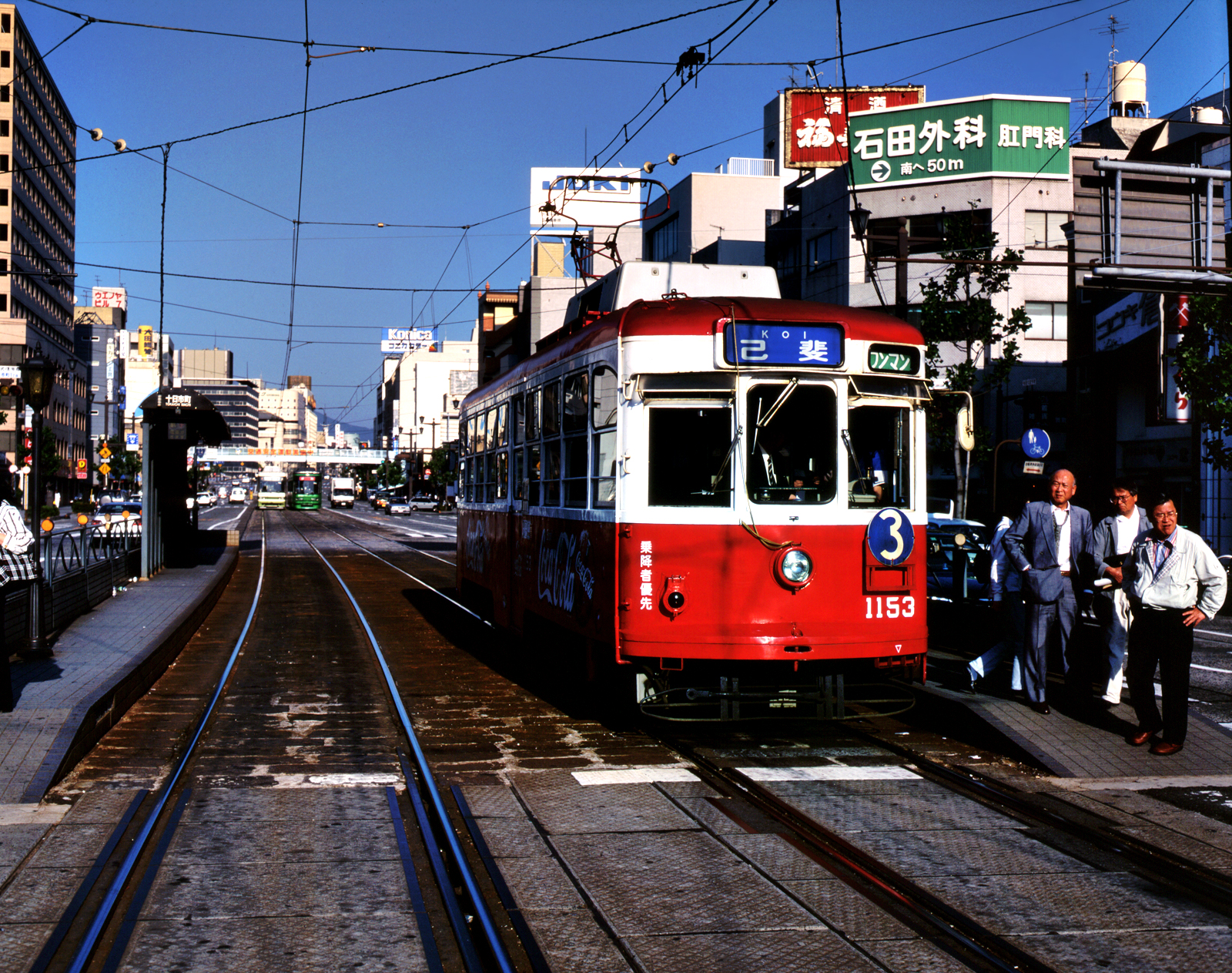
고이 선 전차 (1999년 당시)
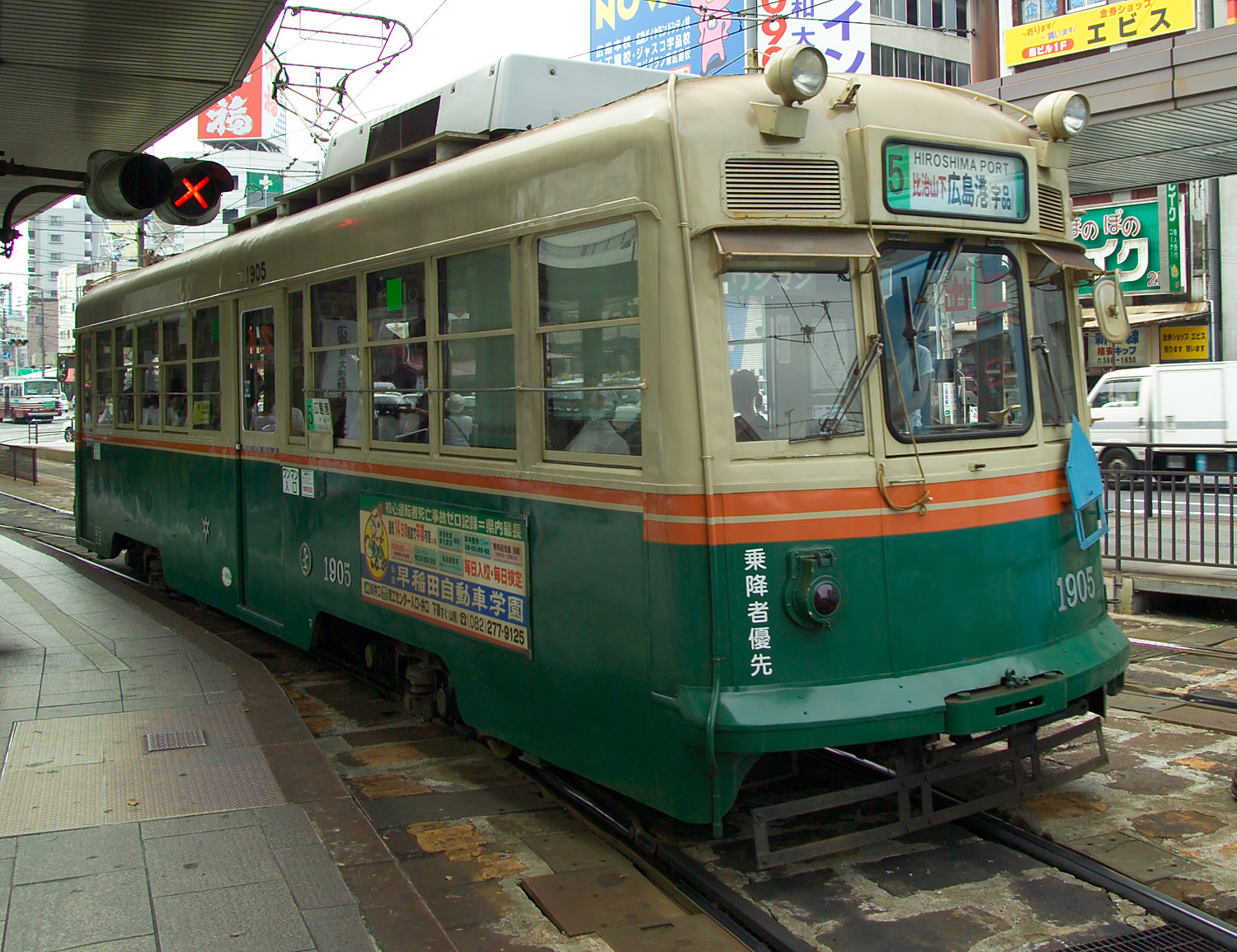
히로시마항 행 전차 (히로시마역)
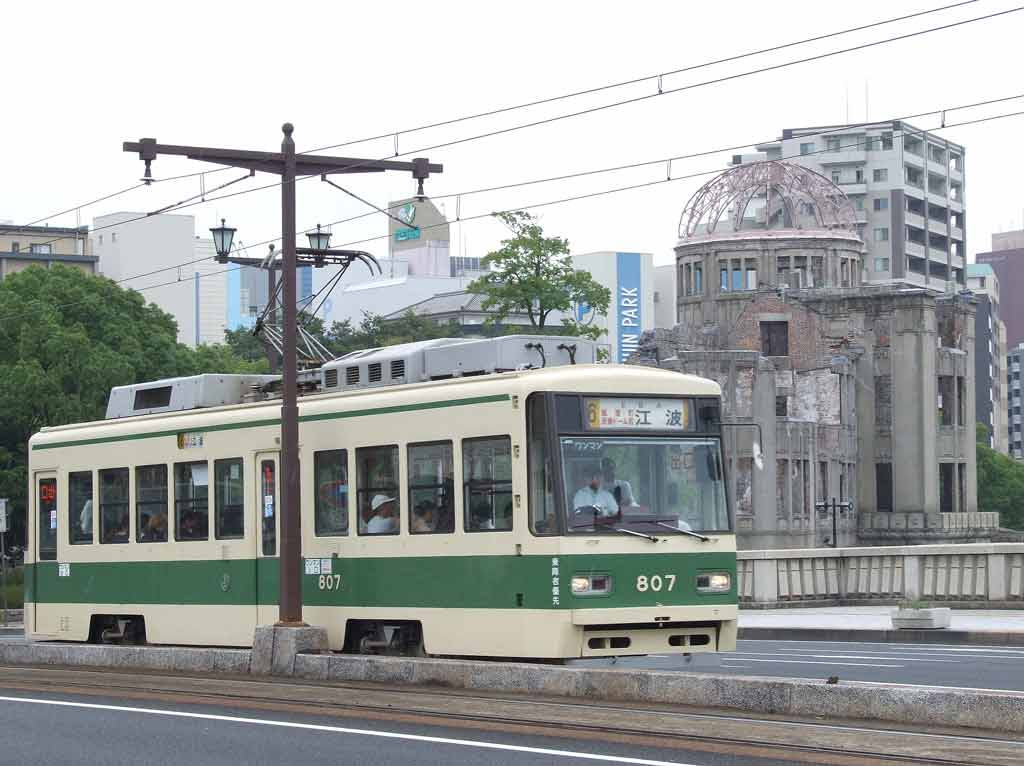
원폭 돔 근처를 지나는 에바 행 807호 전차
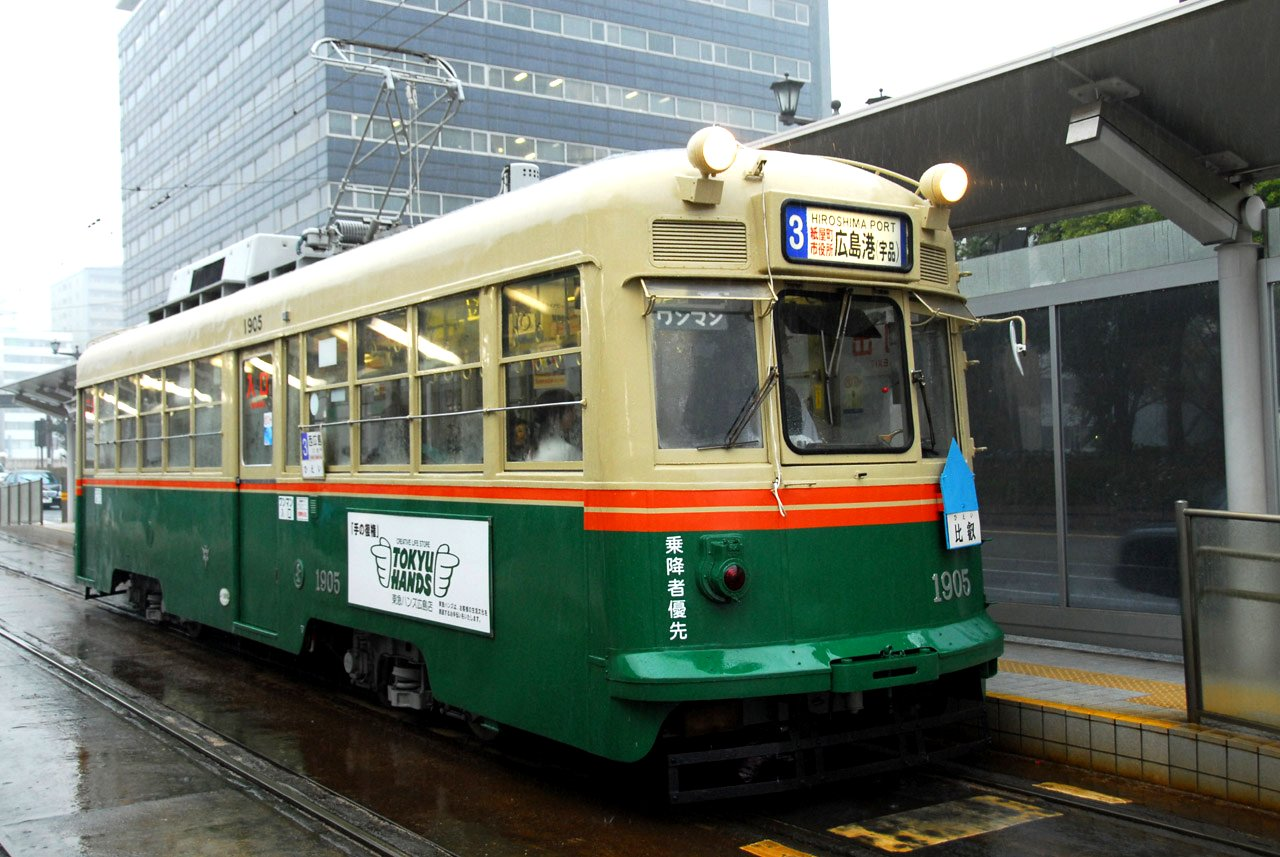
히로시마역 행 전차 (원폭 돔 앞 역)
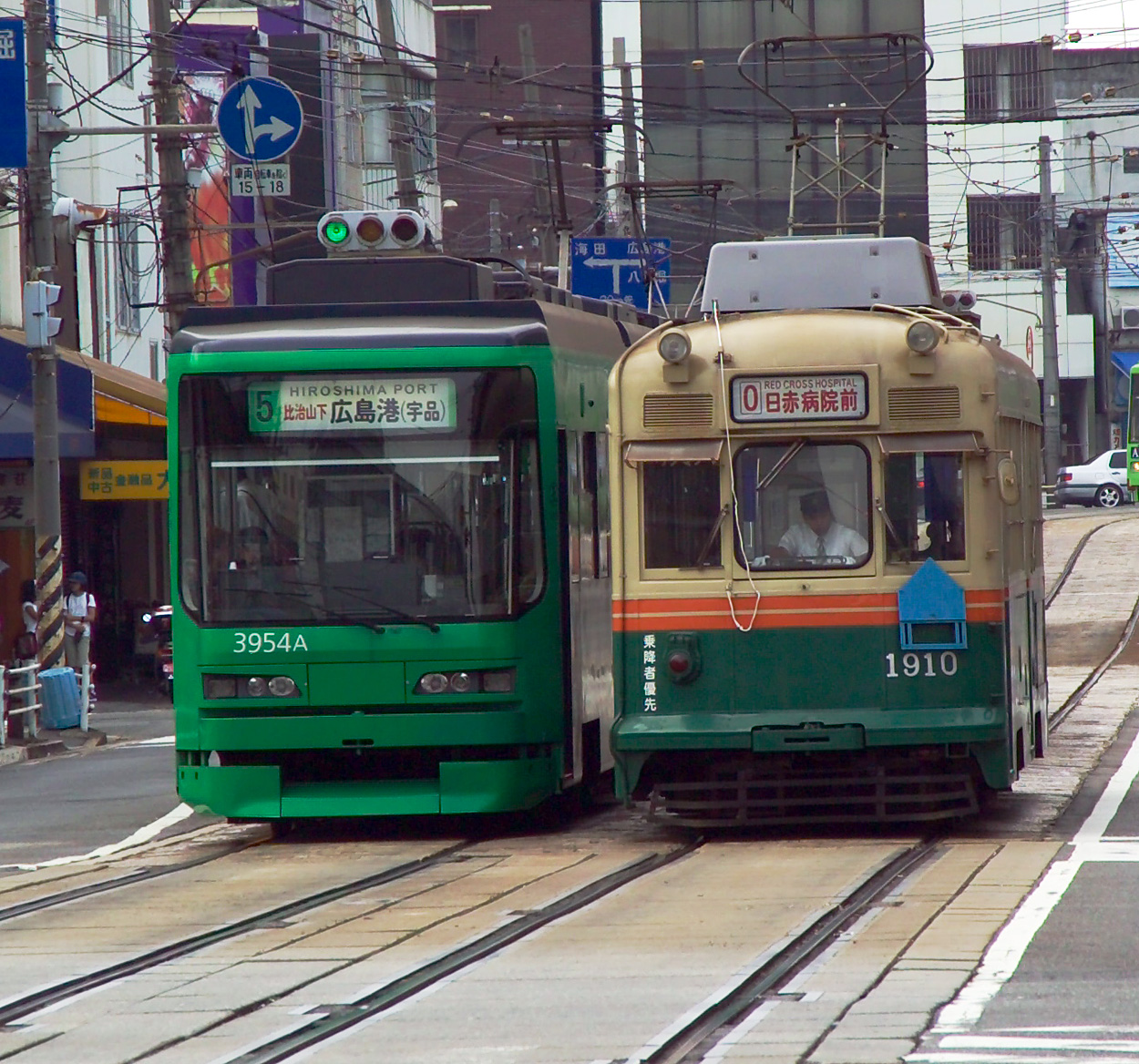
히로시마 역 앞에서 교행하는 히로시마항 행 전차(왼쪽)과 회송 전차
- 주행 영상

### 궤도 사업의 역사

#### 히로시마 전기 궤도 시대
1910년 6월에 히로시마 전철의 전신이 되는 히로시마 전기 궤도가 설립되었다. 1912년 11월에 현재의 우지나 선의 일부가 되는 히로시마 역 앞으로부터 가미야 정을 경유해 미유키바시에 이르는 구간과 현재의 하쿠시마 선이 되는 핫초보리에서 하쿠시마에 이르는 구간에서 개통했다. 개업을 위해서 100형(초대)50량을 준비했다. 다음달, 현재의 본선이 되는 가미야 정에서 고이간이 개통. 1915년 4월에 미유키바시 동쪽으로부터 우지나간이 개통했다. 단지, 당시는 단선으로서 미유키바시에서 미유키바시 동쪽까지 도보로 연락하고 있었다.

#### 히로시마 가스 전궤 시대
1917년 8월에 히로시마 가스와 합병,히로시마 가스 전궤가 되었다. 그 해의 11월에 현재의 요코가와 선의 일부가 개통. 1919년 5월에 미유키바시의 궤도 전용다리가 완성해, 우지나 선이 연결되었다. 1921년에 오사카 시전에서 100형(2대)을 10량 도입. 거기에 따라 원래의 100형을 0형으로 개번 했다.
1922년 8월에 미야지마 선의 일부가 되는 고이 마을에서 구사츠마치간이 개통. 1924년 4월에 구사츠마치에서 하쓰카이치 정간이 연장. 1925년 4월에 히로덴 최고참이 되는 150형이 도입. 같은 해의 7월에 하쓰카이치 정에서 지고 앞 역간이 개통. 그것과 동시에 미야지마로 향하는 연락선이 개업했다. 1926년 7월에 지고 앞에서 신구시마간 개통,연락선에 접속했다. 1927년에 오사카 시전에서 100형을 20량 추가. 1930년에 200형(초대)을 10량 구입. 1931년 2월에 신구시마로부터 전철 미야지마간이 개통. 미야지마 선은 전노선 개통했다.
1935년 12월에 우지나교 동쪽에서 우지나간이 복선이 된 철도의 새 선로로 이동했다. 1937년에 센다 차고에서 화재가 발생. 피해 차량의 복구로 100형(초대)11량이 450형이 되었다. 1938년에 오사카 시전에서 300형을 5양, 게이오 전기 궤도(현재의 게이오 전철)에서 500형(초대)을 10량 구입했다. 또,100형(2대)을 갱신해 400형이 되었다.

#### 히로시마 전철 시대

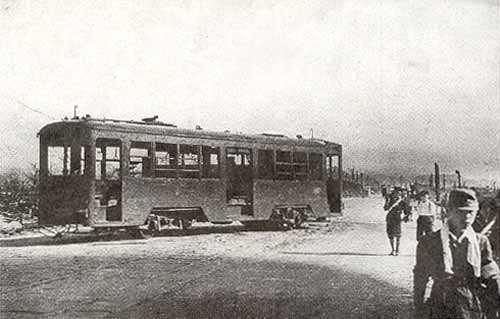
원자 폭탄이 터진 뒤의 651호 차량

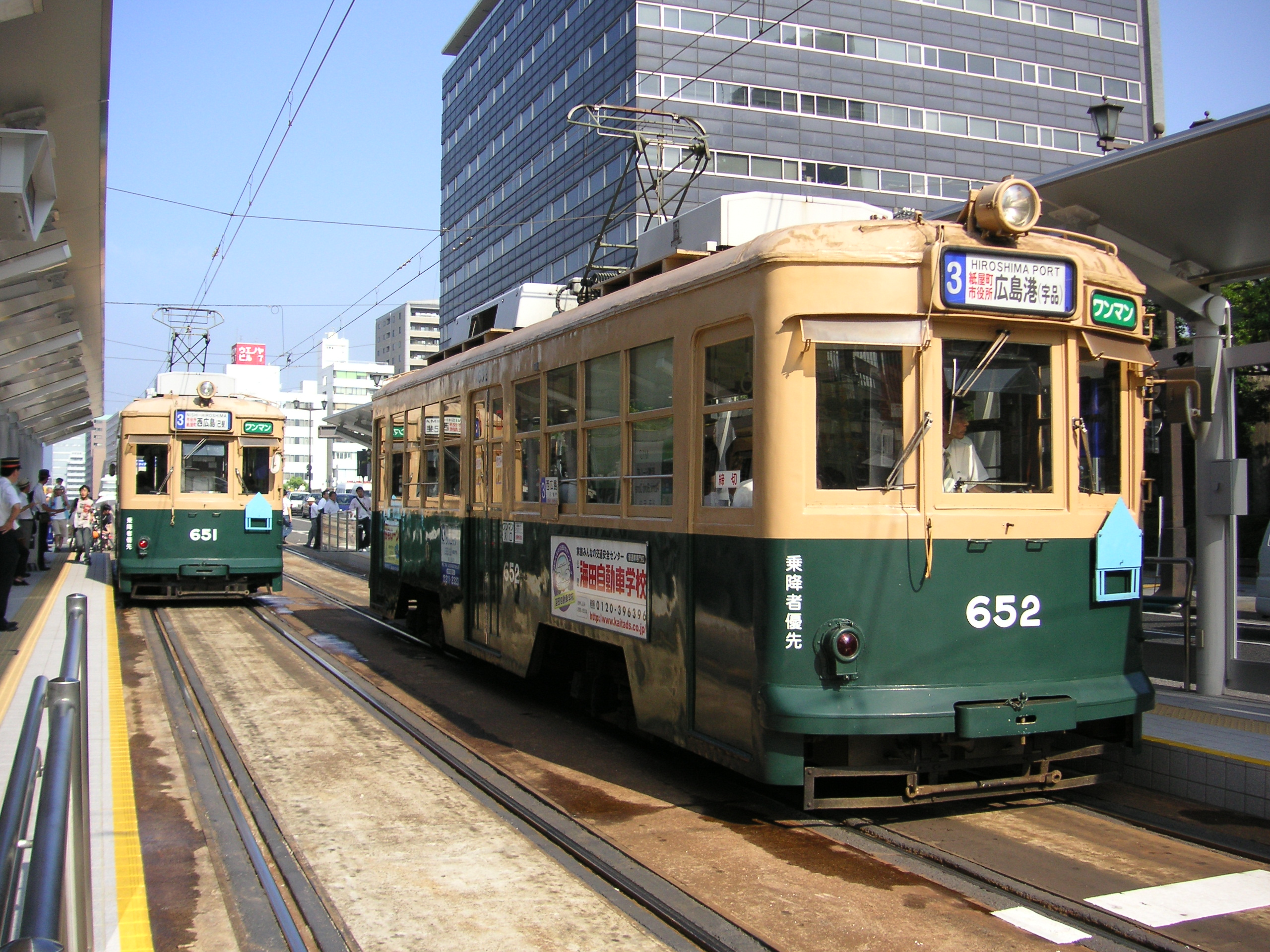
피폭 당했던 651,652호의 현재 모습
(원폭 돔 앞 역, 2006년 8월 6일)

##### 전쟁 전·전시중
1942년 4월에 당시의 나라의 정책에 의해 히로시마 가스 전궤의 교통 사업 부문이 분리해 히로시마 전철이 되었다. 이 해,600형(초대),650형을 구입했다. 1943년 12월에 현재의 에바 선의 일부의 도바시로부터 후나이리홈마치간이 개통. 1944년 6월에 후나이리홈마치에서 후나이리미나미 정간이 단선으로 개통. 다음 7월에 미야지마 선의 하츠카이치로부터 전철 미야지마간이 단선화. 그 선로를 사용해 12월에 미나미 선이 개통. 1945년 3월에 후나이리홈마치에서 후나이리미나미 정간이 복선화되었다. 현재의 노선망이 거의 완성되고 있던 것이 된다.
그리고,8월 6일 오전 8시 15분, 인류 사상 최초의 원자 폭탄이 히로시마시에 투하되었다. 인류가 경험한 것이 없는 전대미문의 피해였다. 그러나 히로시마 전철에서는 교외에 피난시키고 있던 미야지마 선용의 변전기를 이전하고, 이미 8월 9일에는 고이로부터 니시템마 마을까지의 사이에 미야지마 선용 차량을 사용해 운전을 재개했다(승강장은,침목을 거듭해 미야지마 선용 차량의 도어의 위치에 맞추었다). 이것은 어찌할 바를 모르는 시민에게 많이 용기를 주었다고 한다. 그 당시에 피폭한 차량의 일부는 피폭 전철으로서 현재도 보존을 겸해 현역이다.

##### 전후
전후, 복구는 진행되어 1945년 12월에는 본선 전선 복구. 1947년 11월에 에바 선 복구. 1948년 7월에는 미나미 선·우지나 선 복구. 12월에는 요코가와 선이 복구했다. 종전 후에 머지 않아 300형은 폐차가 되었다. 그 해에 500형을 700형(초대)으로의 개조가 시작된다. 1950년 7월에는 미야지마선이 복선으로 돌아왔다.
1951년 3월에는 800형(초대)을 10량 구입. 1952년 3월에는 하쿠시마 선 복구. 같은 해에 150형의 차체 갱신이 시작되었다. 1953년 9월에는 500형(2대)을 5량 구입. 그 해에 갱신을 받지 않았던 100형(초대)은 전차 폐차가 되었다. 1955년 3월에는 550형을 5량 구입. 1958년 3월에는 850형을 3량 구입. 1960년에는 2000형의 도입을 개시. 1961년에는 2500형의 도입을 개시.
1960년대 - 1970년대에는 히로시마 전철도 다른 도시의 노면 전차와 같이 모터라제이션에 수반하는 정체로 정시 운행을 할 수 없게 된 것으로부터 존폐 문제에 처했다. 그러나 이 때, 히로시마 전철의 관계자가 시나 경찰국 등에 설득을 계속하고 동시에 히로시마현도 독자적으로 조사단을 조직,당시 노면 전차가 다수 남아 있던 유럽에 파견·조사를 실시한다. 거기서 본 것은 중심지의 정체 완화를 위한 방법으로서의 새로운 역할을 맡아 진화한 노면 전차의 모습이었다. 이 결과, 궤도 폐지에 수반하는 대체 교통기관이 정해지지 않은 채 폐지하면 중심가의 새로운 교통 환경의 악화를 일으킨다고 하는 결론에 이르러 일시 해제되고 있던 궤도내에의 자동차 진입 금지를 재개시키는 것에 성공해 가까스로 남길 수 있었다고 한다. 또, 히로시마시 중심부는 오타가와 가와구치부의 삼각주에 있기 때문에 지하 수맥이나 지질등의 문제로부터 당시의 기술에서는 대규모 지하철 건설이 어려웠던 일도 폐지를 면한 한 요인이다. 그러나 현재, 지하 2,3층 정도에서 지하철이 히로시마 시의 중심부를 남북으로 달리고 있다.
1966년에 오사카 시전으로부터 750형 및 900형, 1971년에 고베 시전에서 570형 및 1100형·1150형을 도입했다. 그러한 도입에 의해 히로덴에 남아 있었던 150형,200형(초대),400형,450형이 전차 폐차가 되어, 차량의 대형화를 완료했다. 또,600형(초대)이나 700형(초대),800형(초대)등의 보기차도 폐차가 되었다. 1974년에 2000형의 연결 개조를 실시했다.
1975년에 센다 차고에서 화재 발생. 일부 차량은 폐차가 되었다. 보충을 위해서 니시테츠 기타규슈 선에서 600형 도입. 거의 폐차가 되어 있었던 800형(초대)도 1량 1인 승무 개조를 받았다. 1978년부터 교토 시전의 1900형을 도입 개시. 700형(초대)은 전폐되었다. 다음 해에는 니시테츠 후쿠오카 시 내선에서 3000형을 도입했다.
당초 750형이 이적을 했을 때는 히로덴색으로 다시 발랐지만,900형 등의 이적때부터 경비 절감을 위해서 이적전의 도장을 그대로 유지했다. 그것에 의해서 「움직이는 전철의 박물관」이라는 별명으로 팬으로부터 불리게 되었다. 그 반면 승객에게의 서비스로서 방향막의 대형화, 냉방 개조등을 적극적으로 실시해 원형의 디자인과는 조금 떨어지는 경우가 있었다.
또, 해외로부터도 차량의 도입을 실시해 독일의 도르트문트 시에서 70형을 이적해 왔다. 그 외, 히로시마시와 독일의 하노버 시와의 자매 도시 제휴를 기념해 히로시마 시가 다실을 보낸 답례로서 200형(2대)(통칭:하노버 전철)이 주어졌다.

##### 경량 전철
1980년에 신차로 3500형을 도입. 1982년에 세미 경량 전철 700형, 1983년에 800형, 1984년에 3700형, 1987년에 3800형, 1990년에 3900형, 1997년 3950형이 도입되었다.
경량 전철의 도입으로 노후화가 진행되고 있었던 570형이나 750형이 많은 폐차가 발생. 냉방 개조되어 있지 않았던 900형에도 폐차가 나왔다. 1990년대 후반까지 일부 보존되고 있는 전차를 제외하고 냉방화를 완료했다.

##### 초저상 차량의 증비와 종래 차량의 폐차
경량 전철을 한층 더 진화시킨 초저상 전철로 1999년에 5000형, 2004년에 5100형을 도입하고 있다.
그러한 차량에 바뀌어 500형,550형,1100형은 형식 소멸. 570형,600형,1150형은 1량만 보존. 지금까지 사고 폐차 밖에 나와 있지 않았던 650형에도 2량이 운용 이탈해(653호는 휴차·에바 차고보관,654호는 폐차·히로시마시 교통 과학관에 보존) 세대 교대가 진행되게 되었다. 650형과 같이 미디어로 다루어져 은퇴식을 실시하는 차량은 예외적으로, 대부분의 차량은 옮겨놓은 차량에 문제가 없는 것을 확인 후에 휴차·폐차·해체를 실시하고 있다. 5100형의 증비는 10편성의 예정으로, 거기에 상당할 만한 종래 차량의 폐차가 진행되게 된다.

##### 히로시마 버스와의 합병이야기
1970년경에 같은 히로시마를 지반으로 한 히로시마 버스와의 합병이야기가 부상. 한때 주식을 대량으로 취득해 히로시마 버스에 임원을 보내고 있었다. 그러나 일본 공정거래위원회로부터 사적 독점의 금지 및 공정 거래의 확보에 관한 법률(독점 금지법)에의 저촉이 지적된 결과, 합병을 단념해 동사주를 거의 손놓기에 이르렀다. 다만, 그 이후도 히로시마 버스와는 밀접한 관계에 있다. 히로덴 그룹의 기업 예양 버스의 주요 주주는 히로시마 버스이며, 제복이나 차내 방송도 히로시마 버스를 닮은 것이 사용되고 있는 것으로 보아 관계가 있다(단 제복에 관해서는 근년 히로덴 타입의 것으로 변경되었다). 그 밖에도 과거에 야행 버스를 공동 운행하고 있던 것으로부터 니시테츠 버스와도 관계가 있다고 한다.

### 최근의 움직임
현재는 노면 전차가 급속히 재검토되는 가운데 신시대의 공공 교통기관을 목표로 해 LRT화에 적극적으로 임하고 있다. 하드면에서는 전차 정류장의 확장이나 바리어 프리화나 또, 신차의 투입에도 의욕적이고 3량 또는 5량(2량 편성도 있다)을 이은 연접차가 다수 투입되고 있다. 연접차에서는 반드시 차장이 승무해 최후부 도어(출구)로의 운임 수수나,교차점으로의 신호 대기때는 차내를 돌면서 환전등의 서비스 업무를 실시한다. 1999년에는 독일의 시멘스사에서 바리어 프리 대응의 GREEN MOVER(5000형)가 제조되어 대형수송기(An-124)로 공수된 것으로 화제가 되었다. 2004년에는 긴키 차량·미쓰비시 중공업·도요 전기 제조와 공동으로 일제 최초의 100% 초저상 전철 Green mover max(5100형)를 개발해, 동년 12월 19일에는 에바 차고(히로시마시 나카구 에바)에 반입되어 그 후도 증비가 계속되고 있다. 또, 기존의 차량에 대해서도 출입구에 보조 스텝(발판)을 설치하는 등, 고령화 사회에 적당한 공공 교통기관을 목표로 하고 있다. 소프트면에서는 어른 1사람에 대해 동반의 유아를 3사람까지 무임으로 하거나 장애자의 보조자 2사람까지를 무임으로 하는 등의 운임 제도의 개혁에도 임하고 있다. 2010년도에는 신용 승차 방식의 도입을 예정하고 있다.
2006년 5월, 승무원에 의한 운임 착복이 분명해져 전국 뉴스에서도 보도되었다. 그 후 승무원의 체질개선을 실시하고 있는 것 같고, 주요한 역의 앞에서는 차내 아나운스로 승무원에 운임을 건네주지 않고 직접 운임을 넣고 들어갈 수 있도록 주의를 주고 있다.
게다가 동년 9월 29일에는 일본 총무성 주고쿠 시코쿠 관할구역 행정 평가국의 조사에 의해서,궤도 운전 규칙 및 동규정 등을 준용하고 있는 도로 교통법 제 22조 제 2항에 위반하는 스피드 위반의 항상화가 밝혀져 주고쿠 시코쿠 관할구역 행정 평가국으로부터 감독 관청인 중부 운수국에 대해서 적절한 지도를 실시하도록 개선 의견이 통지되었다. 2007년에는 본선의 운전을 끝내 차량 기지로 돌아가려 하고 있던 회송 전철이 히로덴 니시히로시마 역을 나온 직후 2량 편성의 전철의 제일 뒤의 차바퀴가 탈선하는 사고를 내었다.

### 차량

#### 현역
단행차
350형만 시내선·미야지마 선 직통 허가를 받고 있다. 현재의 운용은 모두 시내선만 되고 있다.
| - 100형（3대） - 150형（피폭 전차） - 200형（2대） | - 350형 - 570형 - 600형（2대） - 650형（피폭 전차） | - 700형（2대） - 750형 - 800형（2대） - 900형 | - 1150형 - 1900형 |

연결·연접차
전차, 시내선·미야지마 선의 직통 허가를 받고 있다. 2000형만 연결차. 대부분의 차량이 시내선·미야지마 선 직통 운용되고 있지만 현재 3000형은 시내선만의 운용,3500형은 미야지마 선만의 운용이 되어 있다.
| - 70형 - 2000형 - 3000형 | - 3100형 - 3500형 - 3700형 | - 3800형 - 3900형 - 3950형(Green Liner) | - 5000형(GREEN MOVER) - 5100형(Green mover max) |

- 5200형(Green mover apex)

|}

#### 폐차등에 의해 소멸한 형식
단행차
550형 551호만 시내선·미야지마 선의 직통 허가를 받고 있었다.
| - 100형 전차(초대,2대) - 200형 전차(초대) - 300형 전차 | - 400형 전차 - 450형 전차 - 500형 전차(초대,2대） | - 550형 전차 - 600형(초대） - 700형(초대） - 800형(초대） | - 1100형 |

연접차
전차량이 시내선·미야지마 선의 직통 허가를 받고 있었다.
- 1300형 3000형으로 개조되었다.
- 2500형 3100형으로 개조되었다.

미야지마 선 전용
- 1000형,1010형~1090형

## 버스 사업
버스 사업은 버스 컴퍼니가 담당하고 있으며, 거의 노선 버스 전업이 되고 있다. 그리고 시내선은 시내 버스·도시권 수송 그룹, 교외선·고속 버스(현내·현외)는 교외 버스·지역 수송 그룹으로 나뉘어 있다. 덧붙여 관광 버스 사업은 일부를 제외하고 히로덴 관광에 이관되었지만, 히로덴 관광의 관광 버스 부문 폐지에 의해 에이치·데 니시히로시마(본·버스)에 이관되었다.

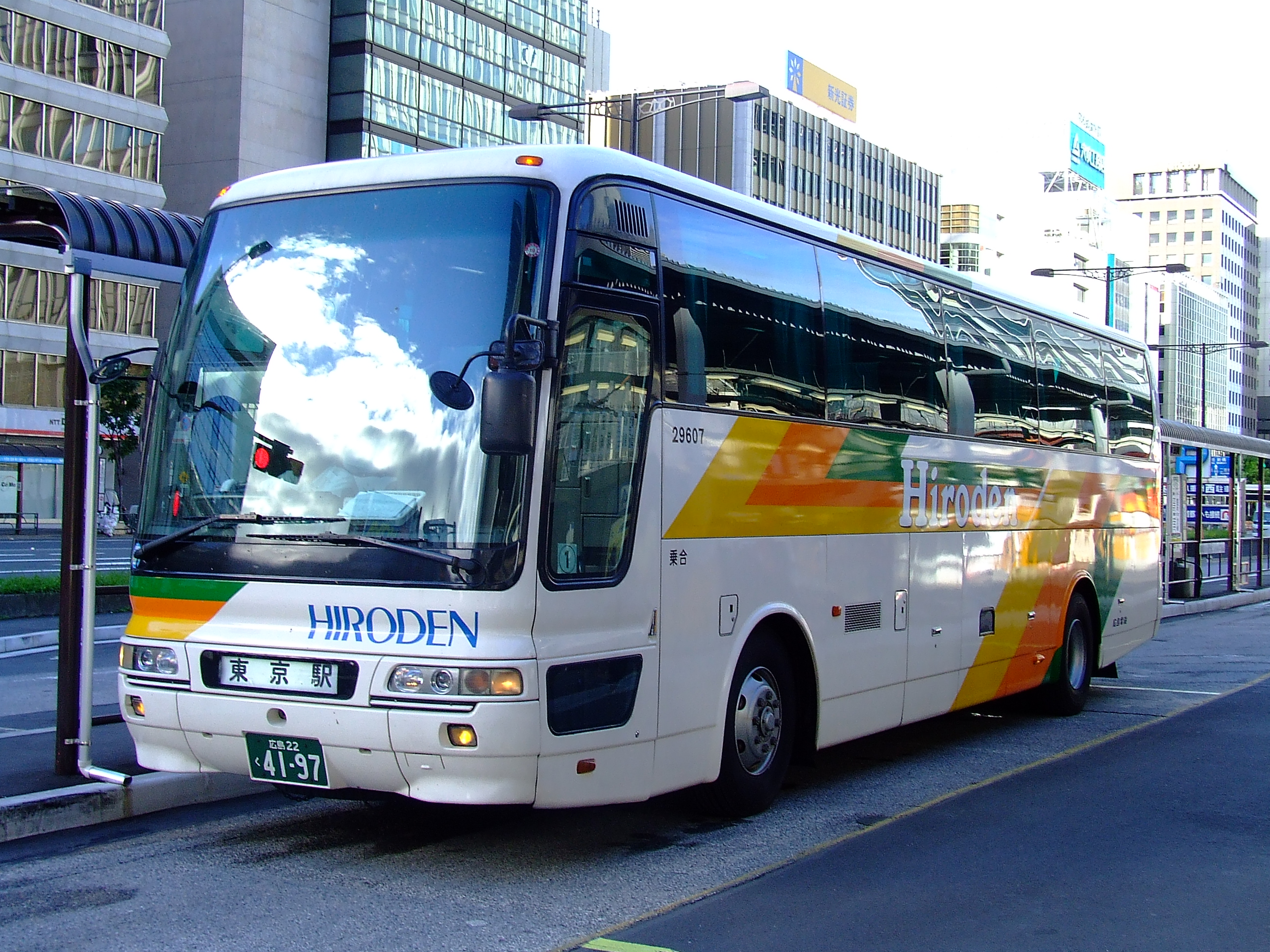
고속 버스(그란드아로호) 29607

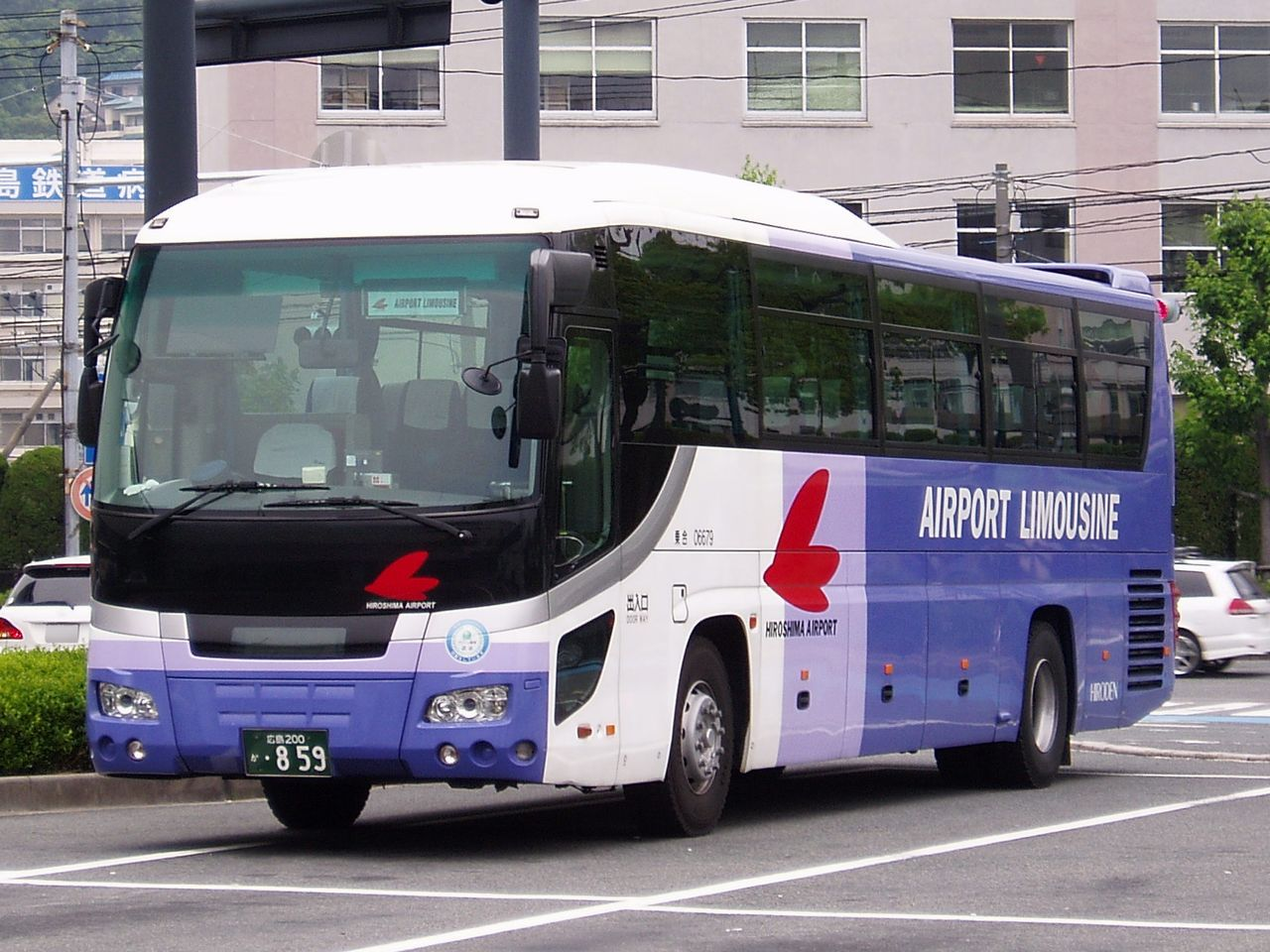
고속 버스(공항 리무진) 06679

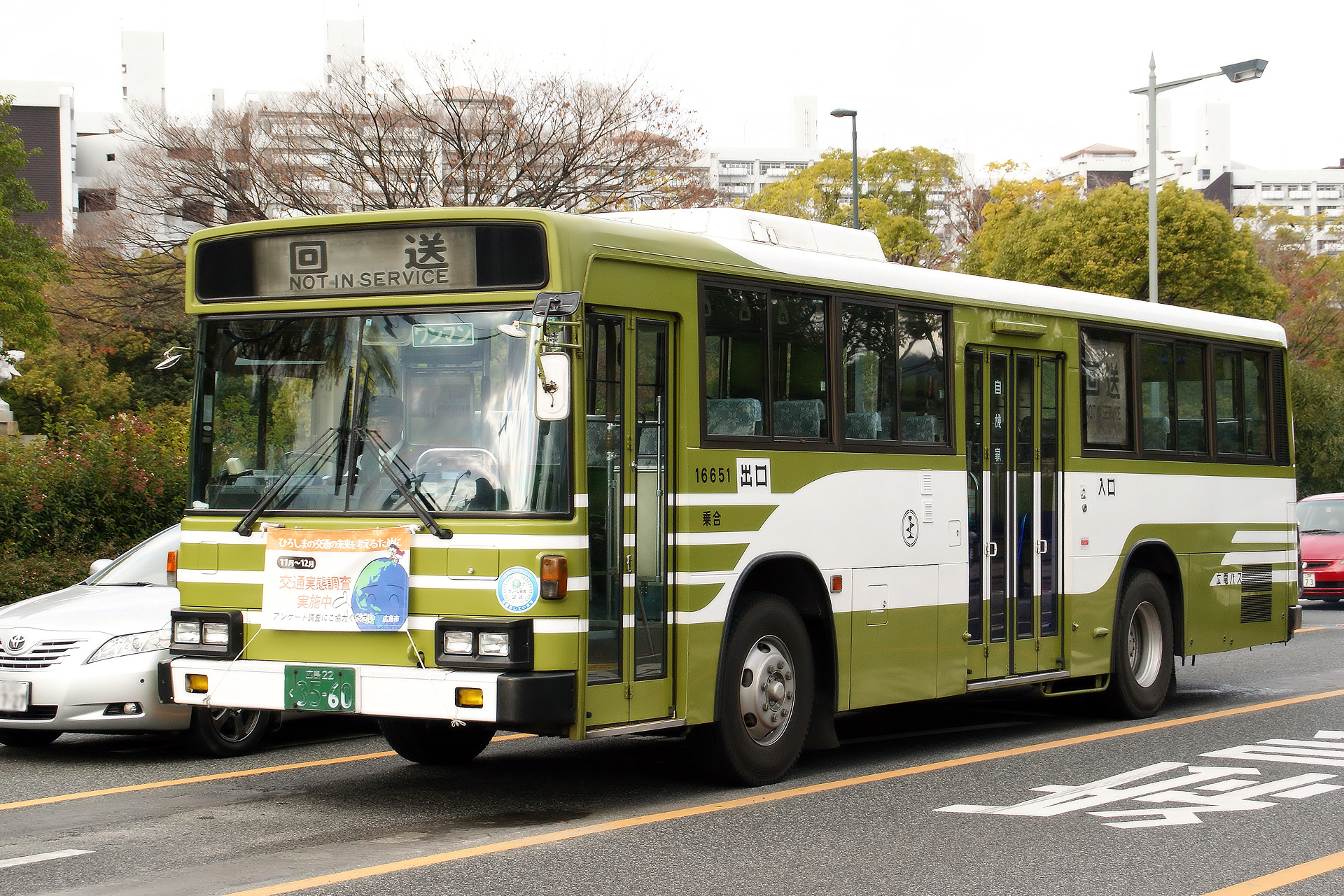
일반 노선 버스 16651

### 고속 버스
자세한 것은 해당 노선의 기사 및 외부 링크의 히로시마 전철 사이트 및 비호쿠 교통 사이트를 참조.
자사편을 운행(현외)
- 메리버드호(히로시마 - 요나고)
- 그란드아로호(히로시마 - 마츠에)

(히로시마 - 하마다·아리후쿠 온천)
(히로시마 - 마스다)
자사편을 운행(현내)
- 공항 리무진(히로시마역 신칸센구 - 히로시마 공항/히로시마 버스 센터 - 나카스지 역 - 히로시마 공항)
- 크레 아라인(히로시마 - 오)

히로시마 - 쇼바라 - 토우죠우선
예약·발권 업무만의 노선
- 메리버드호(히로시마 - 돗토리)

발권 업무만의 노선
- 신히로하마선(히로시마 - 아키오타 정·기타히로시마 마을 - 하마다)

슈퍼 라인·특급(히로시마 - 마스다)
히로시마 - 오 - 가마가리(오우라) 선
히로시마 - 고미가 언덕 - 니시다카야 역/히로시마 - 고미가 언덕 - 도요사카에
(히로시마 - 다케하라)
- 미하라나 호(히로시마 - 미하라)

### 일반 노선 버스
회사의 코퍼레이트 칼라인 녹색으로 칠해져 있기 때문에 파랑 버스로 불린다. 모든 좌석이 우선 좌석으로 되어 있다.
2007년에 신형 운임 상자를 교외선에 도입했다. 동년에 시내선에서는 구형 운임 상자인채 PASPY의 카드 리더를 설치했다.
히로시마 교통과 공통 정기권의 발행을 실시하고 있어 일부 버스(히로시마역·히로시마 버스 센터로부터 국도 54호선을 경유하는 버스의 대부분)으로 이용 가능.
운행 안내는 외부 링크의 히로시마 전철 사이트를 참조.

### 차량
차량은 히노 자동차제가 많지만, 최근이 되어 이스즈 자동차제의 차량도 도입되고 있다. 미쓰비시후소트럭·버스제의 차량도 일부 존재한다. 중고차 양은 그만큼 도입되어 있지 않지만, 주로 우노 자동차나 가와사키시 교통국, 가나가와 중앙 교통,게이오 전철 등으로부터의 차량이 재적하고 있다. 현재 재적하고 있는 투스텝차는 2015년경까지 모두 도입할 예정이다.
승무원의 명찰은 종래 운전석 후방에 설치되어 있었지만 근년 운임 표시기 밑으로 이전되었다. 승무원의 명찰도 새로 제작되어 승무원의 이름아래에 적자로 「 나는 안전 운전에 노력합니다.」 「세이프티 드라이브!」라는 문장이 쓰여져 있다.
2008년 4월 15일의 히로시마 고속 4호선으로의 ETC공용 개시에 맞추어 고속4호선을 경유하는 노선의 차량에 통상의 노선 버스 차량으로서는 드물게 ETC차재기가 탑재되었다.
재적하는 차량의 대부분이 수동 변속기차이지만, 2007년부터 자동 변속기차의 도입이 개시되었다.

#### 차량 번호(사내 코드)
차량에는 5자리수의 번호를 붙일 수 있고,이하의 법칙에 근거하고 있다.
예：64537
| 6           | 4           | 5        | 37        |
| ----------- | ----------- | -------- | --------- |
| 소속 영업소 | 차량 제조사 | 셔스펜션 | 고유 번호 |

- 소속 영업소
  - 0 …공항 리무진(히로시마 북영업소)
  - 1 …히로시마 남영업소·구마노 영업소·하츠카이치 영업소
  - 2 …히로시마 북영업소·아사 출장소·요시다 출장소
  - 3 …대절(에바 영업소)
  - 5 …니호 영업과
  - 6 …에바 영업과
- 메이커
  - 0 …히노(중형·소형)
  - 3·4 …히노(대형)
  - 6 …이스즈
  - 9 …미쓰비시
- 셔스펜션
  - 0 - 4 …판 스프링
  - 5 - 9 …에어 스프링
- 고유 번호
  - 차량 제조사·서스펜션 마다의 연번

## 관련 회사

### 연결 자회사
- 히로덴 관광
- 에이치·데 니시히로시마(본·버스)
- 비호쿠 교통
- 미야지마 마쓰대 기선
- 히로시마 관광 개발(미야지마 로프웨이)
- 고덴 스토어(어디까지나 회사명으로, 점명은 마담 죠이)
- 히로덴 미야지마 가든
- 히로덴 부동산
- 히로덴 건설
- 그린 버즈·히로덴(그린 버즈 골프 클럽)
- 호텔 뉴히로덴
- 히로덴 프라자
- 히로덴 흥산
- 교통 회관

### 지분법 적용 관련 회사
- 게이요 버스
- 히로덴 주고쿠 신문 여행(히로덴 관광의 여행 부문과 주고쿠 신문 토라벨사-나사를 통합)
- 호텔&리조트 누쿠이 스프링스
- 다이아공업

## 참고 문헌
- 「히로덴이 달리는 거리의 지금과 옛날」(JTB퍼블리싱) 등